# 小草 (歌曲)
《小草》是由向彤、何兆華填词，王祖皆、張卓婭作曲，房新華演唱的歌曲。也是音乐剧《芳草心》的序曲、插曲和片尾曲 ，于1985年发行。

## 简介
1984年，该歌曲获得国务院文化部歌剧音乐创作一等奖。2008年，该歌曲获得改革开放30年30首流行金曲奖。2018年，霍尊在湖南卫视《歌手2018》踢馆淘汰赛演唱，并获得观众票选第四名。